# Günter Freudenberg
Günter Freudenberg (* 16. September 1923 in Mannheim; † 29. Dezember 2000 in Berlin) war ein deutscher Philosoph und Hochschullehrer. Er war Professor für Philosophie an der Universität Osnabrück und Stifter.

## Leben
Günter Freudenberg lehrte und forschte von 1966 bis 1988 zunächst an der Pädagogischen Hochschule Osnabrück – der Adolf-Reichwein-Hochschule – und anschließend an der Universität Osnabrück als Professor für Philosophie. Als Stellvertreter des Gründungsrektors Manfred Horstmann und als Gründungsdekan des neu gebildeten Fachbereichs Kultur- und Geowissenschaften trug er zur Integration der früheren Hochschule in die 1973 gegründete Universität bei. Zu dem wissenschaftlichen Werk von Freudenberg gehören Arbeiten zur Entwicklungspolitik, insbesondere zu Korea, sowie unter anderem Werke zur Friedensforschung.
Günter Freudenberg war befreundet mit dem Komponisten Yun Isang. Nach der Entführung von Isang Yun durch den koreanischen Geheimdienst KCIA im Jahr 1967 engagierte er sich in der Korea-Koordinationsgruppe der Evangelischen Kirche in Deutschland und war Mitbegründer des Korea-Komitees in Osnabrück. Günter Freudenberg war von 1977 bis 1997 Vorsitzender des Korea-Komitees und dessen Nachfolgeorganisation Korea-Verband, dessen Ehrenvorsitzender er bis zu seinem Tod war.
Er war Gründer und Stifter der Stiftung Asienhaus. Bis zu seinem Tod war er Ehrenvorsitzender der Stiftung.

## Veröffentlichungen
- Die Zeit als dichterische Erfahrung im Werke Hugo von Hofmannsthals, 1951.
- Die Rolle von Schönheit und Kunst im System der Transzendentalphilosophie Hain, Meisenheim am Glan 1960.
- Kategorien und Strukturen des Kulturwandels. Arnold-Bergstraesser-Institut für Kulturwissenschaftliche Forschung, Freiburg im Breisgau 1964.
- Kultur und Kulturwissenschaft: Untersuchungen über den Gegenstand und die Theorie der Kulturwissenschaft. Hain, Meisenheim am Glan 1971, ISBN 3-445-00881-7.
- Denken und Handeln. Günter Freudenberg zum 60. Geburtstag am 16. September 1983. FB Kultur- und Geowissenschaften der Universität Osnabrück, Osnabrück 1983.
- Ziel- oder prozessorientierte Zusammenarbeit mit Projektpartnern im Süden? Secolo-Verlag, Osnabrück 1994, ISBN 3-929979-12-8.
- Kants Schrift "Zum ewigen Frieden". In: Zeitschrift für Evangelische Ethik 11.1 (1967), S. 65–79.
- Zur Theorie der Gewalt und des Gewaltwerdens der Theorie als Bedingung positiven Friedens im Werk von Karl Marx und Friedrich Engels. Frieden, Gewalt, Sozialismus. Studien zur Geschichte der sozialistischen Arbeiterbewegung. Herausgegeben von Wolfgang Huber und Johannes Schwerdtfeger. Stuttgart 1976.
- Kants Lehre vom ewigen Frieden und ihre Bedeutung für die Friedensforschung. Studien zur Friedensforschung, herausgegeben von Georg Picht und Heinz Eduard Tödt, 1969, S. 190.
- Vom Tao. Zur Frage des Verstehens in Ostasien und Europa, in: Sparrer, Walter-Wolfgang (Hg.): Ssi-ol. Almanach der Int. Isang Yun Gesellschaft 1998/99, Berlin/München 1999, S. 21–36.
- Die philosophische Begründung der Musik Isang Yuns, in: Sparrer, Walter-Wolfgang (Hg.): Ssi-ol. Almanach der Int. Isang Yun Gesellschaft 2000/01, Berlin/München 2002, S. 51–59.